# Drip
«Drip» (с англ. — «Блеск») — песня американской хип-хоп-исполнительницы Карди Би, записанная при участии трио Migos. Песня была написана Карди Би, Quavo, Takeoff, Offset и Джошуа Кроссом. Продюсерами стали Кассий Джей и Nonstop Da Hitman. 4 апреля, за день до релиза альбома Invasion of Privacy, песня была выпущена в качестве промосингла с него.
Бит песни изначально предназначался для трека «Upscale» Фьючера и Янг Тага, в котором также принимал участие Quavo.
Песня получила смешанные отзывы критиков.

## Чарты

### Еженедельные чарты
| Чарт (2018)                           | Пиковая позиция |
| ------------------------------------- | --------------- |
| Австралия (ARIA)                      | 60              |
| Канада (Billboard Canadian Hot 100)   | 31              |
| Греция (IFPI)                         | 55              |
| Ирландия (IRMA)                       | 72              |
| Новая Зеландия (RMNZ Heatseekers)     | 3               |
| Португалия (AFP)                      | 84              |
| Швеция (Sverigetopplistan Heatseeker) | 6               |
| Швейцария (Schweizer Hitparade)       | 95              |
| Великобритания (OCC UK Singles)       | 41              |
| США (Billboard Hot 100)               | 21              |
| США (Billboard Hot R&B/Hip-Hop Songs) | 15              |

### Годовые чарты
| Чарт (2018)                           | Позиция |
| ------------------------------------- | ------- |
| США (Billboard Hot R&B/Hip-Hop Songs) | 87      |

## Сертификации и продажи
| Регион | Сертификация | Продажи   |
| --- | ------------ | --------- |
| Канада (Music Canada) | Золотой      | 40 000    |
| США (RIAA) | Платиновый   | 1 000 000 |
| * Данные о продажах приведены только на основе сертификации. · ^ Данные о тиражах приведены только на основе сертификации. · Данные о продажах + прослушиваниях приведены только на основе сертификации. |              |           |